# Saint-Martin (Valais)
Pour les articles homonymes, voir Saint-Martin.
Saint-Martin est une commune suisse du canton du Valais, située dans le district d'Hérens.

## Géographie

Photo aérienne (1955).

Située au cœur du val d'Hérens, la commune de Saint-Martin est composée de plusieurs villages et hameaux. Suen, Saint-Martin, Trogne, Eison et Liez se trouvent sur le versant menant à Évolène ; Praz-Jean et la Luette sont des hameaux proches de la Borgne ; le plateau d'Ossona et la Gréféric, abandonné au milieu du XXe siècle, est en cours de revalorisation.
Le territoire de Saint-Martin s'étend sur 37,02 km2. Lors du relevé de 2013-2018, les surfaces d'habitations et d'infrastructures représentaient 2,7 % de sa superficie, les surfaces agricoles 30,2 %, les surfaces boisées 47,6 % et les surfaces improductives 19,4 %.
Saint-Martin est à 20 km de Sion. On y accède par la route Sion - Bramois - Saint-Martin ou par la « route des pyramides » reliant Sion à Évolène. Celle-ci bifurque au-dessus de Praz-Jean.
| Vex       | Mont-Noble   |           |
| Hérémence | Saint-Martin | Anniviers |
|           | Evolène      |           |

## Histoire
Vers 1040, le comte Ulrich Ier de Lenzbourg (de) lègue sa seigneurie du mont de Suen à son neveu Aimo, évêque de Sion. Au XIIe siècle, la localité est entre les mains des seigneurs de Bex et des sires d'Ayent, vassaux des Savoie. Suen est le siège de la majorie de 1231 à 1798. Une partie de la population de Zermatt s'établit dans le val d'Hérens pour fuir la peste de la fin du XIVe siècle ; vers 1500, les deux tiers des paroissiens parlent allemand. Dès 1530, Saint-Martin a une cour de justice (vice-châtellenie). Saint-Martin se partage alors en quartiers : Saint-Martin, Suen, Eison et la Luette. Saint-Martin fait partie du dizain de Sion jusqu'en 1798, du district (1798-1802), dizain (1802-1810) et canton d'Hérémence (1810-1814), du dizain (1814-1848) et district d'Hérens. La commune est fondée en 1882.

## Économie
Durant des siècles, la communauté vit en économie fermée de l'élevage et l'agriculture. Une tentative au milieu du XVIe siècle d'utiliser la source salée de Combioula est vite abandonnée. Des mines de plomb et de galène sont exploitées à Praz-Jean du milieu du XIXe siècle à 1943. La construction des barrages au XXe siècle amène des emplois et Saint-Martin perçoit des redevances hydroélectriques. Le hameau d'Ossona, réhabilité (2008), se tourne vers l'agro-tourisme.

## Population et société

### Surnom
Les habitants de la commune sont surnommés les Modzons, soit les Génissons en patois valaisan.

### Démographie

#### Évolution de la population
Saint-Martin compte 832 habitants au 31 décembre 2022 pour une densité de population de 22 hab/km2. Sur la période 2010-2019, sa population a diminué de −5,8 % (canton : 10,5 % ; Suisse : 9,4 %).  

#### Pyramide des âges
En 2020, le taux de personnes de moins de 30 ans s'élève à 25,3 %, au-dessous de la valeur cantonale (31,7 %). Le taux de personnes de plus de 60 ans est quant à lui de 39,1 %, alors qu'il est de 26,6 % au niveau cantonal.
La même année, la commune compte 414 hommes pour 428 femmes, soit un taux de 49,2 % d'hommes, inférieur à celui du canton (49,6 %).
| Hommes | Classe d’âge | Femmes |
| ------ | ------------ | ------ |
| 1,0    | 90 ans ou +  | 2,8    |
| 12,3   | 75 à 89 ans  | 12,4   |
| 23,7   | 60 à 74 ans  | 25,9   |
| 20,3   | 45 à 59 ans  | 20,3   |
| 15,9   | 30 à 44 ans  | 14,7   |
| 17,1   | 15 à 29 ans  | 11,9   |
| 9,7    | - de 14 ans  | 11,9   |

| Hommes | Classe d’âge | Femmes |
| ------ | ------------ | ------ |
| 0,5    | 90 ans ou +  | 1,2    |
| 7,5    | 75 à 89 ans  | 9,4    |
| 16,8   | 60 à 74 ans  | 17,7   |
| 22,2   | 45 à 59 ans  | 21,7   |
| 20,3   | 30 à 44 ans  | 19,4   |
| 17,7   | 15 à 29 ans  | 16,6   |
| 14,9   | - de 14 ans  | 14,1   |

## Culture et patrimoine

### Patrimoine religieux

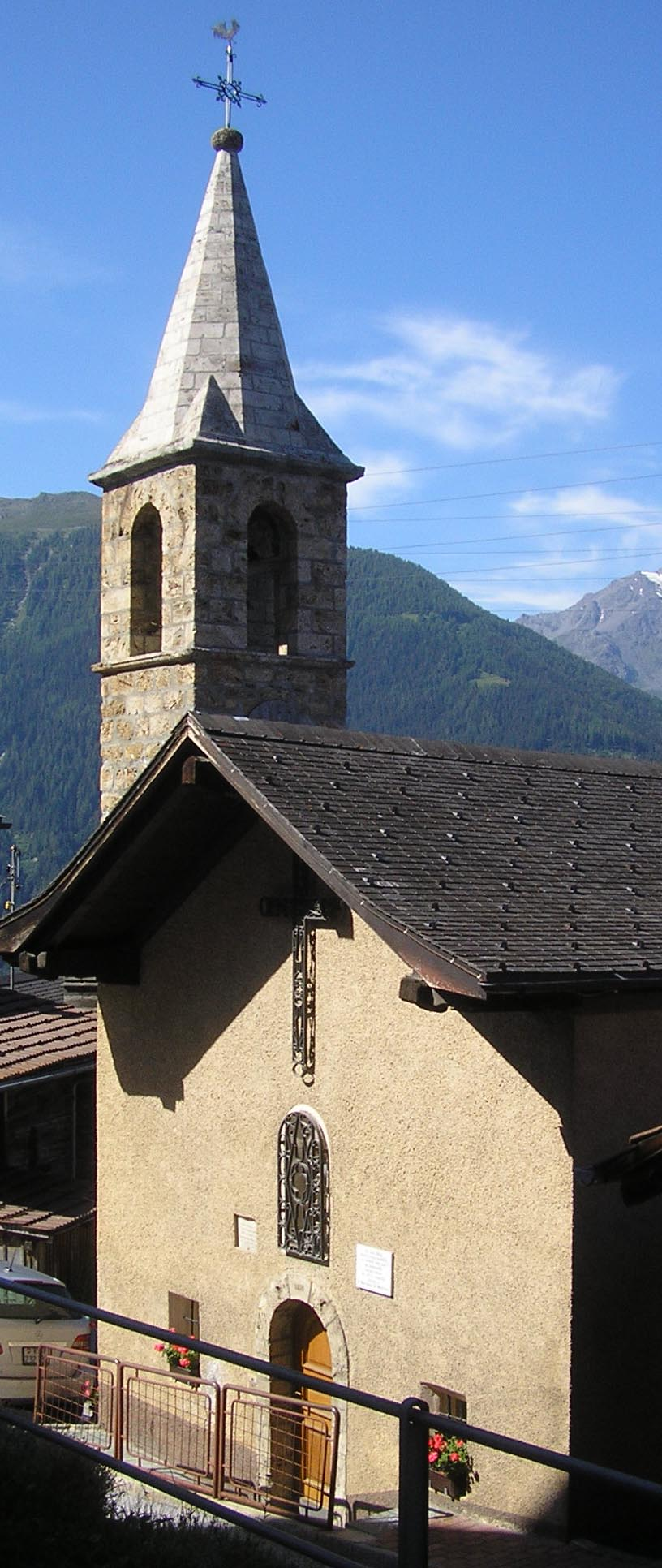
Chapelle de Suen, consacrée en 1704.

L'église dédiée à saint Martin (reconstruite en 1950 en gardant l'ancien clocher de 1813) est la paroissiale de toute la commune d'Hérens ; chapelles à Suen (Saint-Bernard-de-Mont-Joux, 1691), Eison (vocable Georges et Théodule 1671, reconstruite en 1960), Liez (Saint-Marc, entre 1687 et 1737), la Luette (Notre-Dame-Auxiliatrice, 1887) et Evolène (consacrée en 1448 à Jean et à Théodule, paroisse dès 1723).

### Personnalité liée à la commune
- Germaine Cousin-Zermatten, herboriste et autrice d'ouvrages consacrés aux propriétés phytothérapeutiques des plantes médicinales situées dans la région du Val d'Hérens.

### Héraldique
| Blason | Blasonnement : « D'argent au saint Martin vêtu et nimbé d'or, montant un destrier d'argent bridé de sable et partageant avec une épée d'argent son manteau de gueules, un pauvre au naturel assis, le tout soutenu d'une champagne de sinople. » |

Les armoiries de Saint-Martin sont officialisées en 1939. Elles représentent la légende de Martin de Tours. Elles sont attestées en 1577 comme armes de la paroisse de Saint-Martin.

### Fonds d'archives
- Fonds : Saint-Martin, Commune (15e siècle-20e siècle) [4,38 mètres].  Cote : CH AEV, AC Saint-Martin. Sion : Archives de l'État du Valais (présentation en ligne).
- Fonds : Saint-Martin, Paroisse (15e siècle-20e siècle) [0,50 mètre].  Cote : CH AEV, AP Saint-Martin. Sion : Archives de l'État du Valais (présentation en ligne).